# Memorias del General Escobar
Memorias del General Escobar es una película dramática española biográfica estrenada en 1984, coescrita, producida y dirigida por José Luis Madrid y protagonizada por Antonio Ferrandis.Además está escrita con la participación en el guion del capitán Pedro Masip Urios, ayudante de campo del propio general Escobar.
Además de basarse en la versión de Masip, que llevaba lustros en un cajón, y las memorias del propio general, el guion no está claro si también se basó o más bien inspiró a la novela titulada La guerra del general Escobar de José Luis Olaizola, dedicada también a la vida del militar republicano Antonio Escobar Huerta. La novela resultó ganadora del Premio Planeta de novela en 1983. Y hubo cierta polémica de plagio entre el guion previo y la novela.

## Sinopsis
Esperando su ejecución, el general Escobar empieza a escribir sus memorias desde la cárcel. La historia comienza con los acontecimientos desencadenantes de la Guerra Civil Española.

## Reparto
- Antonio Ferrandis	- General Escobar
- Elisa Ramírez - Sor Rosario del Niño Jesús / Carmen
- Luis Prendes - General Aranguren
- José Antonio Ceinos -  Antonio Escobar
- África Pratt	- Angelita
- Francisco Piquer - Coronel Ruiz
- Pedro Valentín - Martínez
- Jesús Puente - General Rojo
- Fernando Guillén - General Goded
- Alfonso del Real - Guarda Retiro
- Antonio Iranzo - Buenaventura Durruti
- José María Caffarel - Manuel Azaña
- Juan Ollé	- Lluís Companys
- Jordi Serrat - Escofet
- Teófilo Calle - Juan Negrín
- Carlos Martí - Josep Tarradellas
- Francisco Grijalvo - Capitán Pedro
- Tino Díaz - Capitán Bermúdez de Casto
- Fernando Guillén Cuervo - José Escobar
- Mauricio Lapeña - Teniente
- Maruja Recio - María
- Ramón Reparaz	- Francisco Largo Caballero
- Paco Racionero - Ruiz